# Электронные методы и средства разведки
Электро́нные ме́тоды и сре́дства разве́дки — совокупность методов и организационных структур для ведения разведывательных действий с помощью радиоэлектронных средств (РЭС) и другой электронной техники.

## Электронные методы разведки

### Радиотехнические методы
Радиоэлектронная разведка (РЭР) — получение информации путём приема и анализа электромагнитного излучения (ЭМИ) радиодиапазона, создаваемого различными РЭС.
- Радиоразведка — добывание сведений о противнике путём радиопоиска, перехвата, анализа излучений и радиопеленгования радиоэлектронных средств. Радиоразведка использует такие методы и средства, как:
  - выделение и анализ сигнала из широкополосных линий связи;
  - фильтрование, обработка и анализ факсов;
  - анализ трафика, распознавание ключевых слов, получение текста и анализ тем;
  - системы распознавания речи;
  - непрерывное распознавание речи;
  - идентификация говорящего и другие методы выбора голосовых сообщений;
  - снижение нагрузки или подрыв криптографических систем.

- Радиотехническая разведка (РТР) — вид разведывательной деятельности, целью которого является сбор и обработка информации получаемой с помощью радиоэлектронных средств о радиоэлектронных системах по их собственным излучениям, и последующая их обработка с целью получения информации о положении источника излучения, его скорости, наличии данных в излучаемых сигналах, смысловом содержании сигналов (см. Радиотехнические войска). Объектами РТР являются: радиотехнические устройства различного назначения (РЛС, импульсные системы радиоуправления, радиотелекодовые системы, а также ЭМИ, создаваемые работающими электродвигателями, электрогенераторами, вспомогательными устройствами и т. п.). Средства РТР устанавливаются на самолётах, спутниках, кораблях, других объектах и позволяют:
  - установить несущую частоту передающих радиосредств;
  - определить координаты источников излучения;
  - измерить параметры импульсного сигнала (частоту повторения, длительность и другие параметры);
  - установить вид модуляции сигнала (амплитудная, частотная, фазовая, импульсная);
  - определить структуру боковых лепестков излучения радиоволн;
  - измерить поляризацию радиоволн;
  - установить скорость сканирования антенн и метод обзора пространства РЛС;
  - проанализировать и записать информацию.

- Радиолокационная разведка — вид технической разведки, в ходе которой информация добывается с помощью радиолокационных станций (РЛС). РЛС могут быть стационарные наземные, переносные и установленные на самолётах, спутниках, кораблях, других мобильных объектах. Для ведения РЛР применяются:
  - РЛС бокового обзора (БО), РЛС широкополосного обзора (ШО), РЛС прожекторного обзора (ПрО), которые устанавливаются на космических и воздушных носителях и используются для получения видовой информации о местности и объектах на ней, над которыми пролетает носитель с аппаратурой;
  - наземные и корабельные РЛС, объектами которых являются морские, воздушные и космические цели;
  - передвижные и переносные РЛС наблюдения за полем боя, обеспечивающие обнаружение движущихся целей (живой силы и техники) в зоне обзора, приблизительное определение количества целей и скорости их перемещения.

### Электронно-оптические методы
Оптоэлектронная разведка — получение информации путём приема и анализа электромагнитных излучений ультрафиолетового, видимого и инфракрасного (ИК) диапазонов, которые создаются или переотражаются объектами разведки
- Фотографическая разведка — получение видовой информации с помощью специальных фотокамер, которые могут быть установлены на космических и воздушных носителях и в наземных условиях
- Телевизионная разведка — получение информации с помощью телевизионных камер
- Инфракрасная разведка — получение информации об объектах при использовании в качестве источника информации либо собственного теплового излучения объектов, либо переотраженного ИК-излучения луны, звёздного неба, а также переотраженного излучения специальных ИК-прожекторов подсвета местности. В соответствии с этим все приборы ИКР делятся на 2 группы: тепловизоры, теплопеленгаторы, радиометры; приборы ночного видения (ПНВ).
- Фотометрическая разведка — используется для обнаружения и распознавания устройств, в которых используются лазерные источники излучения
- Лазерная разведка — процесс получения видовой информации с использованием лазерных сканирующих камер, которые устанавливаются на воздушных носителях

### Электронно-акустические методы
- Акустическая разведка — получение информации путём приема и анализа акустических сигналов, распространяющихся в воздушной среде от различных объектов. Акустическая разведка осуществляется перехватом производственных шумов объекта и перехватом речевой информации. В акустической разведке используются: пассивные методы перехвата; активные методы перехвата; контактные методы перехвата.
  - Дистанционное подслушивание разговоров — используется для перехвата речевых сигналов с использованием микрофонов направленного действия, закладок и других средств
  - Обнаружение и распознавание источников шумового акустического излучения — используется для распознавания источников повышенного звукового давления
- Гидроакустическая разведка — вид технической разведки, в ходе которой добывается информация о противнике путём приёма, регистрации, обработки и анализа принятых гидроакустических сигналов. Гидроакустическая разведка позволяет обнаружить и классифицировать морские цели, определить расстояние до них и параметры их движения, то есть получить данные для применения оружия.

### Разные методы с использованием электронных датчиков
- Сейсмическая разведка — получение информации путём обнаружения и анализа деформационных и сдвиговых полей, возникающих в грунте при различных воздействиях на неё
- Магнитометрическая разведка — получение информации путём обнаружения и анализа локальных изменений магнитного поля Земли под воздействием объектов с большой магнитной массой.

### Методы разведки в телекоммуникационных системах
- Разведка в системах телекоммуникаций включает в себя получение несанкционированного доступа к информации, перехват сообщений, перехват данных о кредитных карточках, прослушивание телефонных разговоров в мобильных и проводных сетях, определение географического местоположения владельцев сотовых телефонов, расшифровку закодированных сообщений, отслеживание действия пользователя в разных сетях и многие другие функции.

- Сетевая разведка — комплекс мероприятий по получению и обработке данных об информационной системе клиента, ресурсов информационной системы, средств защиты, используемых устройств и программного обеспечения и их уязвимостях, а также о границе проникновения.

- Компьютерная разведка (интернет-разведка) — комплекс информационных технологий для систематического нахождения информации в открытых источниках и, возможно, доставки данных в машиночитаемой форме.

## Стороны (субъекты и объекты) при ведении электронной разведки
- Одно государство против другого государства
- Государство против потенциально неблагонадёжных граждан и организаций
- Государство или межправительственная организация против преступных сообществ
- Коммерческая организация против других коммерческих и общественных организаций, физических лиц и государственных органов
- Физическое лицо против других физических лиц или организаций
- Преступная организация против других преступных организаций, легальных организаций, физических лиц, а также государственных и международных правоохранительных организаций

Возможны также другие коллизии.

## Межправительственные структуры глобального перехвата информации
- Система радиоэлектронной разведки Эшелон — основное направление — спутниковая РЭР, участники — США, Великобритания, Австралия, Новая Зеландия
- Система объединённого учета данных о противнике (СОУД) — создавалась как объединённая система РЭР стран Варшавского договора, в настоящее время участвует только Россия (данные об участии других стран в открытых источниках не приводятся)
- Enfopol (Enforcement Police) — основное направление — антикриминальная и антитеррористическая разведка в сетях телекоммуникаций, участники — страны Европейского союза

## Технические средства электронной разведки

### Средства радио- и радиотехнической разведки
- Приёмные антенны направленного и ненаправленного действия
- Радиоприемники
- Радиопеленгаторы
- Устройства панорамного обзора
- Анализаторы спектра принимаемых сигналов
- Устройства для автоматического отсчёта сдвигов пеленга и частоты
- Выходные устройства для приёма сигналов телефонных и телеграфных уплотнённых каналов радиосвязи
- Оконечные устройства слухового приёма (телефоны, динамики)
- Устройства документирования сигналов
- Приборы расшифровки, обработки и хранения принятой информации
- Средства управления, связи и передачи добываемой информации

### Средства съёма акустической информации (жучки)
- Средства, устанавливаемые заходовыми (то есть требующими тайного физического проникновения на объект) методами:
  - радиозакладки;
  - эндовибраторы
  - закладки с передачей акустической информации в инфракрасном диапазоне;
  - закладки с передачей информации по сети 220 В;
  - закладки с передачей акустической информации по телефонной линии;
  - диктофоны;
  - проводные микрофоны;
  - «телефонное ухо»
- Средства, устанавливаемые беззаходовыми методами:
  - аппаратура, использующая микрофонный эффект;
  - высокочастотное навязывание;
  - стетоскопы;
  - лазерные стетоскопы;
  - направленные микрофоны.

### Автоматические дистанционныедатчикидля обнаружения людей и техники
- Сейсмические датчики
- Радиодатчики
- Акустические датчики
- Химические датчики
- Магнитные датчики
- Контактные датчики

### Средства негласного перехвата и регистрации информации с сетей телекоммуникаций
- Средства съёма информации с кабелей связи.
- Системы перехвата сигналов с компьютерных сетей и контроля телекоммуникаций.
- Системы контроля телексной связи.
- Аппаратура перехвата факсимильных сообщений.

### Оптоэлектронные средства
- Приборы ночного видения
- Комплекты для ночного наблюдения и видеосъёмки
- Специальные фото- и видеокамеры с пинхолами
- Носимая техника негласного видеоконтроля с радиоканалом
- Миниатюрные системы фото- и телемониторинга

### Прочие электронные средства
- Ретрансляторы
- Специальные технические средства для негласного контроля за перемещением транспортных средств и других объектов
- Радиозакладки для компьютеров и оргтехники
- Средства контроля побочных излучений от ЭВМ

### Примеры существующих электронных средств разведки
- Мобильная автоматическая станция радиотехнической разведки 85В6Е
- Авиационная станция телевизионной разведки И-249Б
- Комплекс радиотехнической разведки Р-381Т
- РЛС ближней разведки СБР-3
- Станция гидроакустической разведки AN/WLR-9B
- Микропередатчик клавиатуры OF1122
- Факсимильный радиопередатчик 4305-ТАХ4
- Супер теле- фото камера РК-6500 (ФРГ)
- Наручные часы — камера РК-420 (ФРГ)
- Радиомикрофон с цифровым (шумоподобным) сигналом ТХ — 815/865 (Westinhouse, США)
- Проводная система акустического контроля с использованием электросети Сеть — IP (PTLS4)
- Направленный микрофон РН — 470
- Авиационная аппаратура лазерной разведки Л-140
- Скоростной анализатор спектра Скорпион V3.0
- Мобильная станция радиомониторинга и пеленгования Аргумент
- Пункт радиотехнического контроля Охота
- Портативный персональный индикатор поля BugHunter Professional BH-01 (Россия)